# Fodina sarmentosa
Fodina sarmentosa là một loài bướm đêm trong họ Noctuidae.